# Galbalcyrhynchus
A Galbalcyrhynchus a madarak (Aves) osztályának harkályalakúak (Piciformes) rendjébe, ezen belül a jakamárfélék (Galbulidae) családjába tartozó nem.

## Nevük
Ez a taxonnév három szó összevonásából jött létre: a Galbula-ból, mely a jakamárfélék egy másik nemének a neve; az Alcyone, mely a jégmadárfélékre utal – hasonló testfelépítésük miatt – és a görög rhunkhos, melynek jelentése, „csőr”.

## Előfordulásuk
A Galbalcyrhynchus-fajok Dél-Amerika északi felén fordulnak elő. A trópusi és szubtrópusi mocsarak, valamint a ritkított esőerdők lakói.

## Rendszerezés
A nembe az alábbi 2 faj tartozik:
- fehérfülű jakamár (Galbalcyrhynchus leucotis) Des Murs, 1845[3]
- Galbalcyrhynchus purusianus Goeldi, 1904[4]